# Nueva Izquierda Universitaria

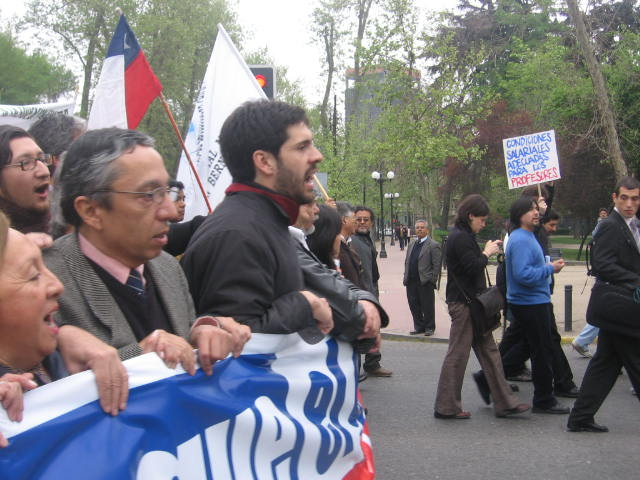
Nicolás Grau, presidente de la FECh 2005-2006.

La Nueva Izquierda Universitaria (NIU) fue un movimiento político de izquierda conformado por estudiantes de la Universidad de Chile. Fue la rama universitaria del movimiento Nueva Izquierda.

## Historia
El movimiento nació en noviembre de 2005, formado por expresidentes de la Federación de Estudiantes de la Universidad de Chile (FECh) que, si bien habían pertenecido a las Juventudes Comunistas de Chile (JJCC), fueron expulsados del PC, como Rodrigo Roco, Marisol Prado, Iván Mlynarz, Álvaro Cabrera, Rodrigo Bustos y Julio Lira (quienes lideraron la Federación entre 1995 y 2003). A ellos se sumó el presidente saliente de la FECh, Felipe Melo Rivara, que había sido elegido a fines de 2004 representando a una lista integrada por la Fuerza Social, el movimiento SurDa y la Juventud Socialista.
El año de su fundación, la Nueva Izquierda logró que Nicolás Grau resultara electo presidente de la FECh, apoyado por el movimiento SurDa. Grau se destacó por ser uno de los principales líderes universitarios en la movilización estudiantil de 2006. A pesar de que las listas de la NIU resultaron ganadoras en 2006 y 2007, el movimiento no logró posicionar a uno de sus miembros como presidente de Federación. En 2008 la Nueva Izquierda Universitaria se alió a las Juventudes Comunistas, en la lista "Estudiantes de Izquierda" (EEII), que logró la presidencia de la Federación durante tres años consecutivos, de los cuales uno perteneció al NIU, Federico Huneeus, y dos a las Juventudes Comunistas, Julio Sarmiento y Camila Vallejo. La misma alianza entre las Juventudes Comunistas y la NIU se sostiene en la universidad privada Alberto Hurtado, logrando la Federación de estudiantes el año 2009 con Jonathan Serracino, y posteriormente el año 2011 la Nueva Izquierda UAH gana la Federación liderada por Miguel Echeverría, sin el apoyo de las JJCC.  
La alianza "Estudiantes de Izquierda" se rompió en 2011, debido a las diferencias que las Juventudes Comunistas y la Nueva Izquierda tuvieron respecto al rol de la Federación —dirigida por Camila Vallejo— durante la movilización estudiantil de ese año. En las elecciones de la FECh de diciembre de 2011 se presentaron en listas independientes, siendo la principal carta del NIU el secretario general de la FECh Cristóbal Lagos, mientras que los comunistas postularon a Vallejo a la reelección.

## Presidentes FECh
- 2004-2005: Felipe Melo Rivara (Ingeniería)
- 2005-2006: Nicolás Grau (Ingeniería comercial)
- 2008-2009: Federico Huneeus (Ingeniería comercial)

## Historial electoral
| Año  | Lista                                                            | Composición                                                                                      | Candidatos electos         | Resultado                    |
| ---- | ---------------------------------------------------------------- | ------------------------------------------------------------------------------------------------ | -------------------------- | ---------------------------- |
| 2005 | Izquierda Amplia, "Nuestra elección es construir"                | Movimiento SurDa, Nueva Izquierda Universitaria                                                  | Nicolás Grau (NIU)         | Presidente                   |
| 2005 | Izquierda Amplia, "Nuestra elección es construir"                | Movimiento SurDa, Nueva Izquierda Universitaria                                                  | Giorgio Boccardo (SurDa)   | Secretario de Comunicaciones |
| 2006 | Izquierda Amplia, "Nuestra elección es construir"                | Movimiento SurDa, Nueva Izquierda Universitaria, Estudiantes Autónomos, Estudiantes de Izquierda | Giorgio Boccardo (SurDa)   | Presidente                   |
| 2006 | Izquierda Amplia, "Nuestra elección es construir"                | Movimiento SurDa, Nueva Izquierda Universitaria, Estudiantes Autónomos, Estudiantes de Izquierda | Eduardo Arancibia (NIU)    | Secretario de Comunicaciones |
| 2007 | Izquierda en Movimiento, "Soñamos País, Construimos Universidad" | Nueva Izquierda Universitaria, U Social, Estudiantes Autónomos                                   | Jaime Zamorano (USocial)   | Presidente                   |
| 2007 | Izquierda en Movimiento, "Soñamos País, Construimos Universidad" | Nueva Izquierda Universitaria, U Social, Estudiantes Autónomos                                   | Úrsula Schüler (Autónomos) | Vicepresidenta               |
| 2008 | Estudiantes de Izquierda                                         | Juventudes Comunistas de Chile y Nueva Izquierda Universitaria                                   | Federico Huneeus (NIU)     | Presidente                   |
| 2008 | Estudiantes de Izquierda                                         | Juventudes Comunistas de Chile y Nueva Izquierda Universitaria                                   | Julio Sarmiento (JJCC)     | Secretario Ejecutivo         |
| 2009 | Estudiantes de Izquierda                                         | Juventudes Comunistas de Chile y Nueva Izquierda Universitaria                                   | Julio Sarmiento (JJCC)     | Presidente                   |
| 2009 | Estudiantes de Izquierda                                         | Juventudes Comunistas de Chile y Nueva Izquierda Universitaria                                   | Camila Cea (NIU)           | Secretaria Ejecutiva         |
| 2010 | Estudiantes de Izquierda                                         | Juventudes Comunistas de Chile y Nueva Izquierda Universitaria                                   | Camila Vallejo (JJCC)      | Presidenta                   |
| 2010 | Estudiantes de Izquierda                                         | Juventudes Comunistas de Chile y Nueva Izquierda Universitaria                                   | Cristóbal Lagos (NIU)      | Secretario general           |
| 2011 | Nueva Izquierda Universitaria                                    | Nueva Izquierda Universitaria                                                                    | —                          | —                            |
| 2012 | Creando Izquierda Amplia                                         | Izquierda Autónoma y Nueva Izquierda Universitaria                                               | Andrés Fielbaum (IA)       | Presidente                   |
| 2012 | Creando Izquierda Amplia                                         | Izquierda Autónoma y Nueva Izquierda Universitaria                                               | Sebastián García (NIU)     | Secretario de Comunicaciones |

Nota: Se han omitido los candidatos de la lista que no obtuvieron un cargo en la elección.